# رالف براون (بازیکن فوتبال)
رالف براون (انگلیسی: Ralph Brown; ۲۶ فوریهٔ ۱۹۴۴ – ) بازیکن فوتبال بود.
از باشگاه‌هایی که در آن بازی کرده‌است می‌توان به باشگاه فوتبال بولتون واندررز اشاره کرد.